# مرسيدس بنز دبليوا 110
مرسيدس بنز دبليوا 110 (بالإنجليزية: Mercedes-Benz W110) هي سيارة من صناعة مرسيدس بنز أنتجت في 1961.

## معرض صور

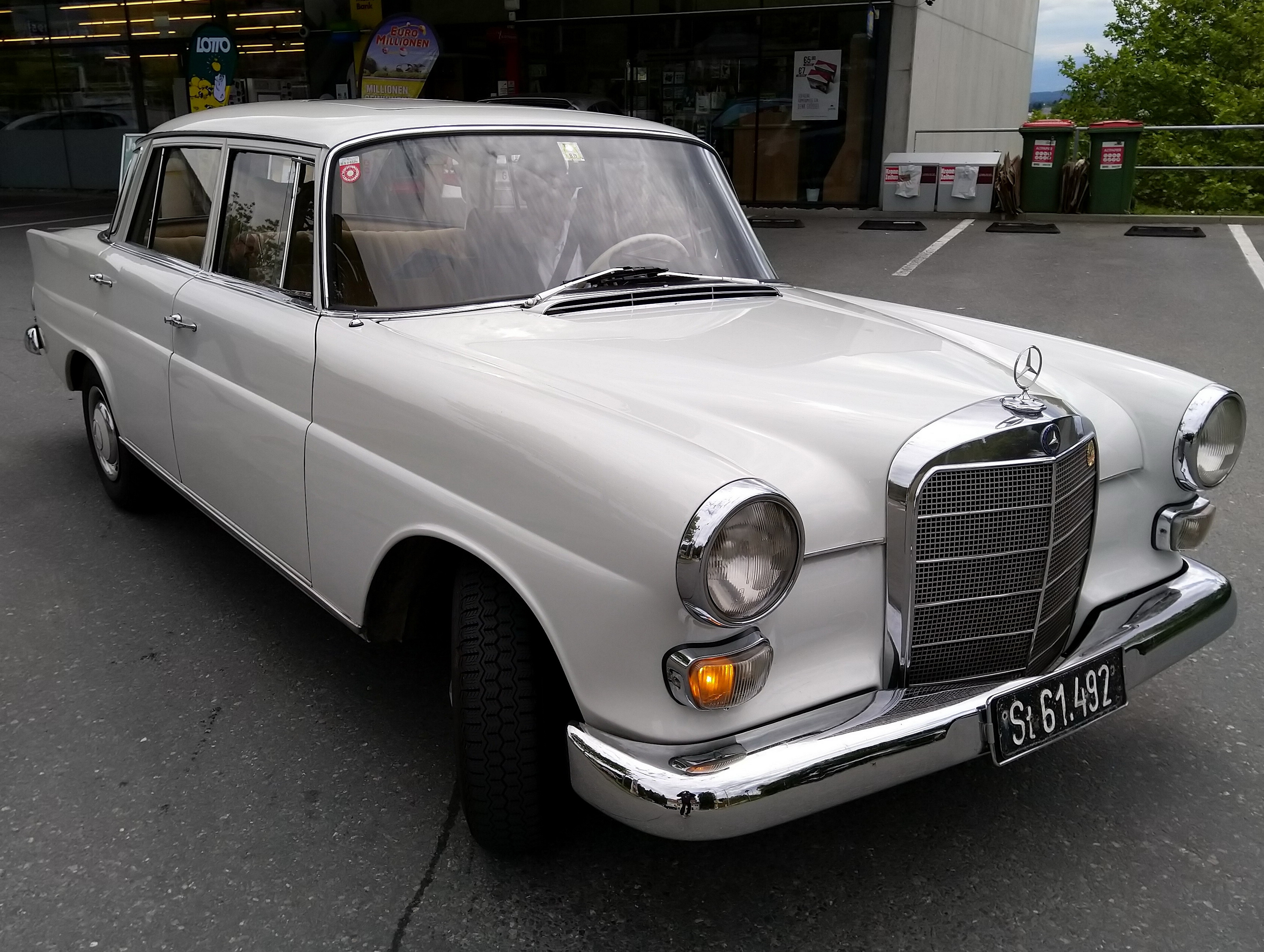
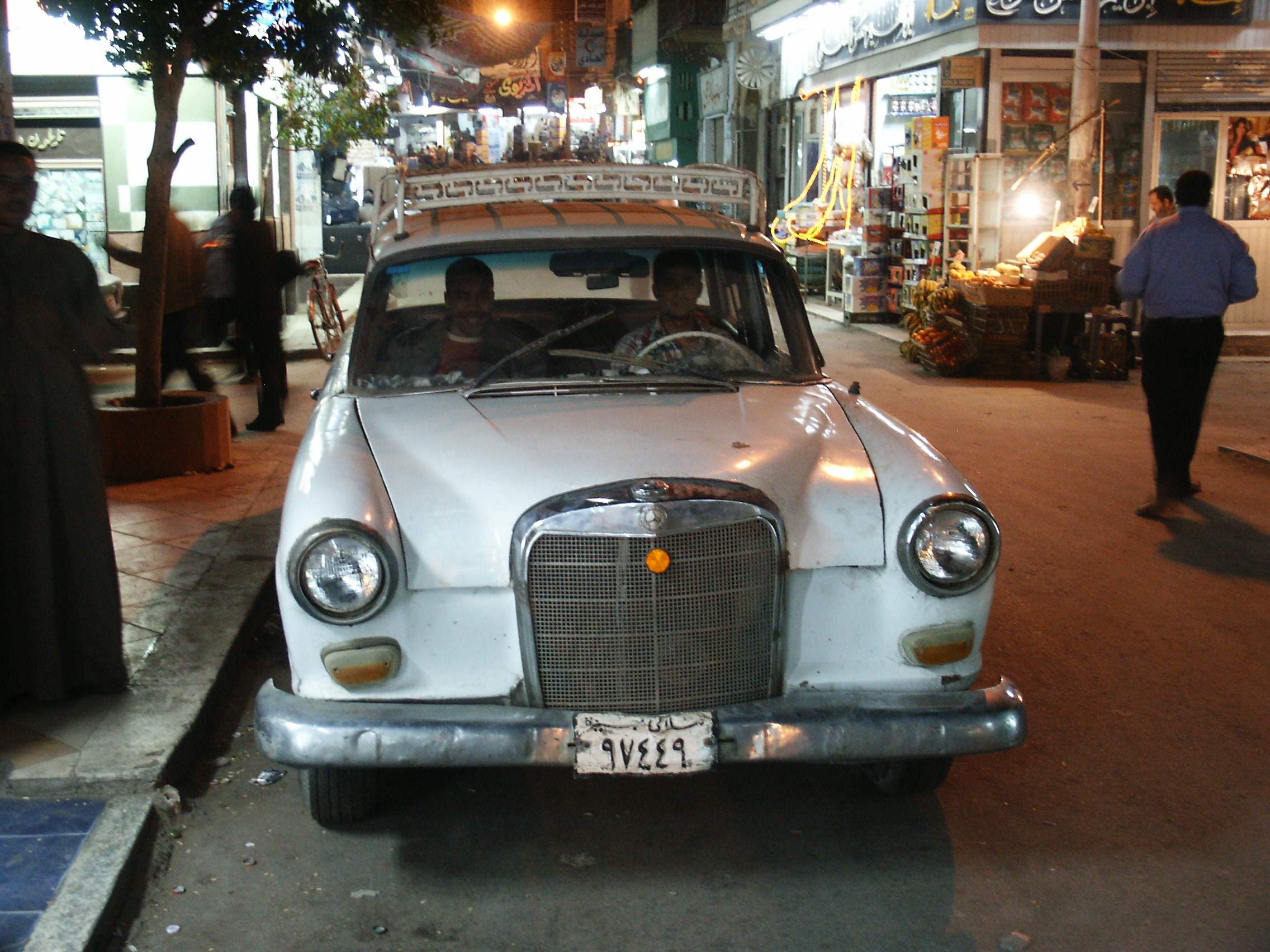
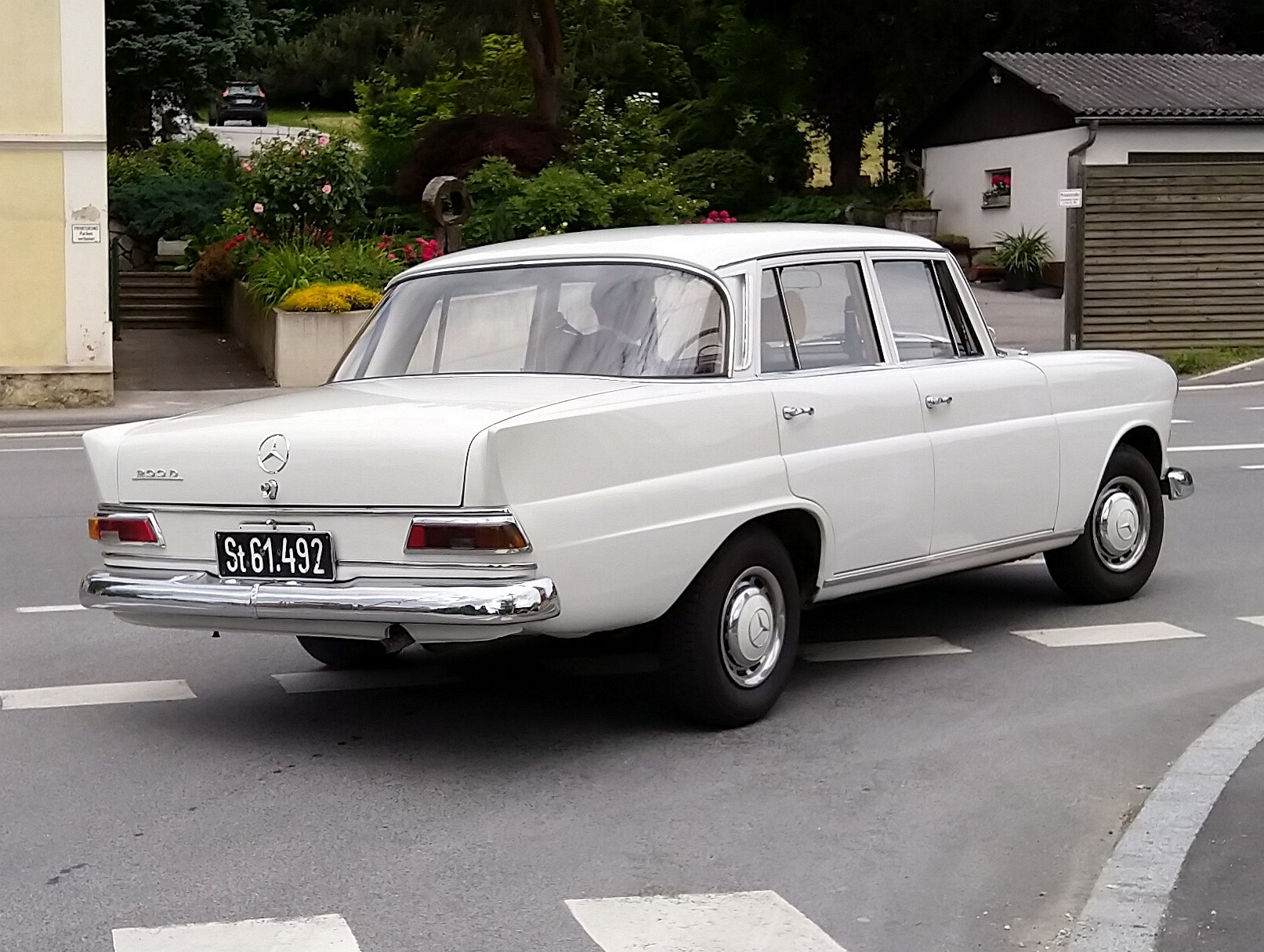